# Floursies
Floursies è un comune francese di 136 abitanti situato nel dipartimento del Nord nella regione dell'Alta Francia.
Nel suo territorio comunale nasce il fiume Tarsy, affluente della Sambre.

## Società

### Evoluzione demografica
Abitanti censiti